# Arusha
 For alternative betydninger, se Arusha (flertydig). (Se også artikler, som begynder med Arusha)
Arusha er en by i den nordlige del af Tanzania, med et indbyggertal på 416.442 (2012). Byen er et stort turistcentrum, med Arusha nationalpark beliggende lige nord for byen, og tæt på Mount Kilimanjaro og Kilimanjaro nationalpark.
I 1995 blev Arusha hjemsted for Det Internationale Tribunal for Rwanda. I 2006 blev Arusha også hjemsted for Den Afrikanske menneskerettighedsdomstol. Byen er også hovedsæde for Det Østafrikanske Fællesskab.